# حورية البحر (فلم 1910)
حورية البحر (بالإنجليزية: The Mermaid) هي فيلم أبيض وأسود كوميدي أمريكي قصير صامت إنتاج عام 1910 أنتجتها شركة ثانهاوسر. يركز الفيلم على صاحب فندق جون جاري يريد تنشيط أعماله. بعد أن قرأ عن رؤية لحورية البحر تم الإبلاغ عنها، جعل ابنته إثيل تتظاهر بأنها حورية البحر واستعان بمراسل صحفي ليشاهد حورية البحر ويصورها. أدت الدعاية إلى أن أصبح الفندق مشهورًا ، لكن إثيل كشفت في النهاية عن النكتة لضيوف الفندق ببدلة حورية البحر. صدر الفيلم في 29 يوليو 1910 وقوبل بمراجعات إيجابية في الغالب يُفترض أن الفيلم مفقود.

## فريق التمثيل
- فيوليت هيمنغ في دور اثيل غاري
- فرانك هـ. كرين في دور جون جاري
- ماري إلين

## روابط خارجية
- حورية البحر  في قاعدة بيانات الأفلام على الإنترنت (بالإنجليزية)